# エリック・シュローサー

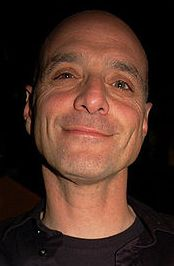
エリック・シュローサー (2006)

エリック・シュローサー（Eric Schlosser、1959年8月17日 - ）はアメリカ合衆国のジャーナリスト。食に関する啓発記事を多数執筆しており、彼をアプトン・シンクレアと比較する批評家もいる。

## 生い立ち
マンハッタンで生まれロサンゼルスで育つ。父親はNBCの社長を務めたハーバート・シュローサー。
プリンストン大学でアメリカ史について学び、オックスフォード大学からイギリス帝国史の研究によって学位を取得した。ロバート・レッドフォードの娘のシャウナと結婚、子供2人をもうけ、現在はカリフォルニアで暮らしている。

## 仕事
エリックは1985年にAmericanという脚本を書いている。これはアメリカ大統領ウィリアム・マッキンリーを暗殺したレオン・チョルゴッシュを通してアメリカの帝国主義を批判したものだった。またアメリカ合衆国憲法の式典を描いたWe The Peopleという脚本も書いており、これらはグローブ座で上演された。
ジャーナリストのキャリアはアトランティック・マンスリーの記者として始まった。麻薬問題に関する“Reefer Madness”と“Marijuana and the Law”（アトランティック・マンスリー、1994年8月号・9月号）にてナショナル・マガジン・アワードを受賞、またイチゴ農園の不法移民労働者について書いた“In the Strawberry Fields”（アトランティック・マンスリー、1995年11月号）でシドニー・ヒルマン財団賞を受賞した。“Reefer Madness”は後に『巨大化するアメリカの地下経済』という本にまとめている。
ローリング・ストーンに連載していたファーストフードの衛生に関する記事をまとめた著作『ファストフードが世界を食いつくす』は世界的なベストセラーとなり、2006年には『ファーストフード・ネイション』として映画化された。以降食に関するジャーナリストとして名を馳せており、インタビューや講演会にたびたび登場する。映画『スーパーサイズ・ミー』のDVD特典映像では、モーガン・スパーロックとファーストフード業界の社会に与える影響について議論を行った。また映画の宣伝も兼ねて“Best Food Nation”というサイトを立ち上ている。

## 著作
- ファストフードが世界を食いつくす Fast food nation (2001) 　楡井浩一訳
- ファストフードと狂牛病 Fast food, Mad Caw and Greed (2002)　楡井浩一訳
- 巨大化するアメリカの地下経済 Reefer madness (2003)　宇丹貴代実訳
- おいしいハンバーガーのこわい話 Chew on This (2006)　宇丹貴代実訳

## 参考資料
- Janet Adamy and Richard Gibson,  Flak Over 'Fast Food Nation' U.S. Food Manufacturers Rally To Oppose a Film and a Book That Blame Them for Obesity, May 18, 2006.
- Crain's Chicago Business, Authors and McDonald's Exchange More Volleys, June 2, 2006
- Commencement address at DePauw University, May 22, 2005
- The New New Journalism August 12, 2006